# Anoxia arenbergeri
Anoxia arenbergeri är en skalbaggsart som beskrevs av Rudolph Petrovitz 1971. Anoxia arenbergeri ingår i släktet Anoxia och familjen Melolonthidae. Inga underarter finns listade i Catalogue of Life.